# Dani Escriche
Daniel Escriche Romero (Burriana, 24 marzo 1998) è un calciatore spagnolo, attaccante dell'Albacete.

## Caratteristiche tecniche
È un centravanti.

## Carriera
Ha esordito fra i professionisti il 3 gennaio 2016 disputando con il Castellón l'incontro di Tercera División vinto 3-0 contro il Recambios Colón.